# 2009-es ENSZ éghajlat-változási keretegyezmény konferencia

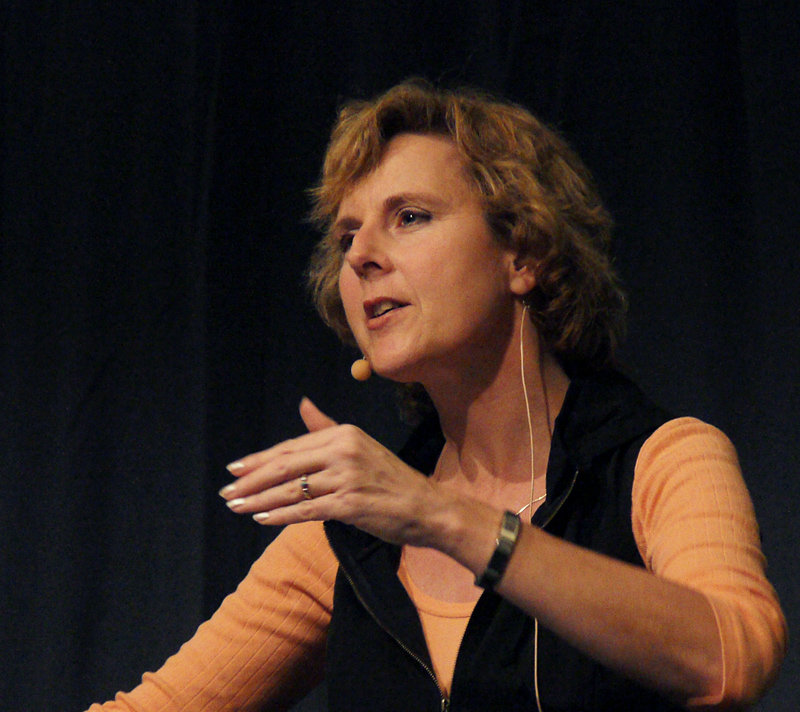
Connie Hedegaard, a 2009-es ENSZ Klímaváltozási Keretegyezmény Konferenciájának elnöke Koppenhágában

Az ENSZ éghajlat-változási keretegyezmény 15. konferenciája 2009. december 7-étől 18-áig tartott. Dániában, Koppenhágában rendezték meg a Bella Centerben. A konferencia magába foglalta a részes államok 15. konferenciáját, és a kiotói jegyzőkönyv szerinti 5. találkozóját. Az ENSZ éghajlatváltozási keretegyezményét, a kiotói jegyzőkönyvet tárgyalták újra. A konferencián az egyezményt aláíró országok (az úgynevezett Részes Felek) képviseltették magukat.
A konferenciát megelőzte a Klímaváltozás: Globális kockázatok, Kihívások és Döntések tudományos csúcstalálkozó, amit 2009 márciusában tartottak.

## Elektromos járművek

### Technológia Akció Programok
A Technológia Akció Programok (TAPok) célja, hogy előre mutató technológiákat javasoljon, s szervezze azok működését. Az UNFCCC tisztán érthető üzenetet közölne a privát és a gazdasági szektornak, a kormányoknak, a kutatói központoknak, valamint a világ polgárainak, akik az klímaváltozás problémájának megoldásait keresik. Olyan területekre koncentrál a TAP, mint a korai figyelmeztető rendszerek, a sótoleráns termények terjesztése, elektromos járművek, szél és napenergia, hatékony energia hálózat rendszerek és más technológiák.
A kaliforniai telephelyű Better Place cég létrehozta az elektromos jármű (EJ) hálózatát Koppenhágában figyelemfelkeltésképpen a ENSZ Klímaváltozási Keretegyezmény Konferencia felé. A Better Place és Koppenhága városa együttműködést írtak alá, hogy gyorsítják a széndioxid kibocsátású járművek a zéró emissziós járművekre cserélésének folyamatát. A megújuló elektromosságra építve zéró emissziós járműveket fejlesztenek.
A Better Place és Koppenhága városa arról is megállapodott, hogy megvitatnak egy modellt, az elektromos autók feltöltési infrastruktúrájának gyorsabban történő fejleszthetőségéről.

## Az Európai Unió álláspontja
2009. január 28-án az Európai Bizottság vitairatot tett közzé a Koppenhágában tartandó klíma-konferencia részére.
Jó példát demonstrálva az Európai Unió elkötelezett, hogy végigvigyen egy törvényt, még a koppenhágai konferencia közepes teljesítménye esetén is. 2008 decemberében az Európai Unió átdolgozott rendszert (ETS), az európai kibocsátási és kereskedelmi rendszert a Kiotói jegyzőkönyv utáni időszakra (2013 után). A rendszer célja, hogy tovább csökkentsék az üvegházhatású gázok kibocsátását Európában.
A dán kormány partnerségi kapcsolatba lépett ipari szervezetekkel, hogy promotálja a dán környezetkímélő megoldásokat. A Dán Éghajlat Konzorcium is partnerségi tevékenységet fejt ki.

## Hivatalos koppenhágai előtárgyalások
Egy megvitatandó piszkozatot már kiadtak Koppenhágában.
Bonnban már 183 ország képviselői találkoztak 2009. június 1-jétől 12-ig. A találkozó tárgya a megvitatandó szöveg volt. A szöveg szolgálja a későbbi nemzetközi éghajlat-változási egyezmény kulcskérdéseit Koppenhágában.
2009. szeptember 28-án Thaiföldön, Bangkokban is rendeztek egy csúcstalálkozót az ENSZ konferencia-központjában.
2009. november 2-ától 6-ig Barcelonában tartottak megbeszéléseket a klímapolitikáról.

### Vállalások
Az USA 15%-kal csökkenti kibocsátásait a 2005-ös szinthez képest. 42%-kal 2030-ra és 83%-kal 2050-re.

Kína 2050-re 40-45%-kal mérsékli az üvegházhatású gázok kibocsátását.

## És tovább
A művészek különleges akciókban vettek részt. Marc Engelhard az atomenergia veszélyeire összpontosított.